# Boogschieten op de Olympische Jeugdzomerspelen 2010
Boogschieten is een van de Olympische sporten die beoefend werden tijdens de Olympische Jeugdzomerspelen 2010 in Singapore. De kampen werden bevochten van 19 tot en met 21 augustus op het Kallang Field in Kallang. Er werd in drie onderdelen gestreden om de gouden medaille: één bij de jongens, één bij de meisjes en één bij de gemengde teamwedstrijd. De teams konden bestaan uit schutters van verschillende nationaliteiten.

## Deelnemers
De deelnemers moesten in 1992 of 1993 geboren zijn. Het aantal deelnemers werd door het IOC op 32 jongens en 32 meisjes gesteld.
Zowel bij de jongens als bij de meisjes konden 17 schutters zich kwalificeren via het jeugdwereldkampioenschap 2009. Bij continentale wedstrijden in 2009 en 2010 konden nog niet gekwalificeerde landen een startplaats verdienen. De overige sporters werden aangewezen door het IOC en de Internationale Boogschietfederatie, waarbij ervoor werd gezorgd dat uiteindelijk elk land ten minste vier sporters kon laten deelnemen aan de Jeugdspelen.
Per land mocht maximaal 1 jongen en 1 meisje meedoen.
Bovendien gold dat per land het totaal aantal sporters, bekeken over alle individuele sporten en het basketbal tijdens deze Jeugdspelen, beperkt bleef tot 70.

## Onderdelen
Voorafgaand aan de individuele wedstrijden en de teamwedstrijd werd een enkele rankingwedstrijd gehouden. Deze wedstrijd werd gehouden volgens de FITA-70 regels en het resultaat hiervan bepaalde de ranking van de 32 jongens en meisjes
In de individuele wedstrijd bepaalde de ranking de indeling van het wedstrijdschema. In de eerste ronde speelde de nummer 1 tegen de nummer 32 enzovoorts. De winnaar ging door naar de volgende ronde, de verliezer was uitgeschakeld.
Bij de gemengde teams werd op basis van de rankingwedstrijd door de nummer 1 van de jongens en de nummer 32 van de meisjes een team samengesteld, enzovoort. Deze teams werden op volgorde geplaatst op basis van de opgetelde score van de rankingwedstrijd en dan speelde het hoogst geplaatste team tegen het als laagste geplaatste team enzovoort. De winnaar ging door naar de volgende ronde; de verliezer was uitgeschakeld. Een team kon hierdoor bestaan uit schutters uit hetzelfde land of uit verschillende landen.

## Kalender
| augustus     | 14 | 15 | 16 | 17 | 18 | 19 | 20 | 21 | 22 | 23 | 24 | 25 | 26 |
| ------------ | -- | -- | -- | -- | -- | -- | -- | -- | -- | -- | -- | -- | -- |
| boogschieten |    |    |    |    |    |    | 1  | 1  | 1  |    |    |    |    |

|  | finale |

## Medailles
| Discipline | Goud    | Goud                          | Zilver  | Zilver                          | Brons   | Brons                              |
| ---------- | ------- | ----------------------------- | ------- | ------------------------------- | ------- | ---------------------------------- |
| jongens    | EGY     | Ibrahim Sabry                 | NED     | Rick Van den Oever              | RUS     | Bolot Tsybzhitov                   |
|            |         |                               |         |                                 |         |                                    |
| meisjes    | KOR     | Ye Ji Kwak                    | TPE     | Tan Ya-ting                     | RUS     | Tatiana Segina                     |
|            |         |                               |         |                                 |         |                                    |
| gemengd    | BLR ITA | Anton Karoukin Gloria Filippi | SLO GRE | Gregor Rajh Zoi Paraskevopoulou | SIN TUR | Abdud Dayyan Jaffar Begunhan Unsal |

### Medailleklassement
| Plaats | Land                 | NOC    | Goud | Zilver | Brons | Totaal |
| ------ | -------------------- | ------ | ---- | ------ | ----- | ------ |
| 1=     | Egypte               | EGY    | 1    | 0      | 0     | 1      |
| 1=     | Zuid-Korea           | KOR    | 1    | 0      | 0     | 1      |
| 3=     | Nederland            | NED    | 0    | 1      | 0     | 1      |
| 3=     | Chinees Taipei       | TPE    | 0    | 1      | 0     | 1      |
| 5      | Rusland              | RUS    | 0    | 0      | 2     | 2      |
| -      | Gemengde landenteams | MIX    | 1    | 1      | 1     | 3      |
| Totaal | Totaal               | Totaal | 3    | 3      | 3     | 9      |